# Sturmia volcalis
Sturmia volcalis là một loài ruồi trong họ Tachinidae.